# کیتا-کو، ساکای

بخش کیتا در ساکای

بخش کیتا (به ژاپنی: 北区 Kita-ku) یکی از مناطق شهر ساکای در استان اوساکا در ژاپن است.